# Albert C. Barnes

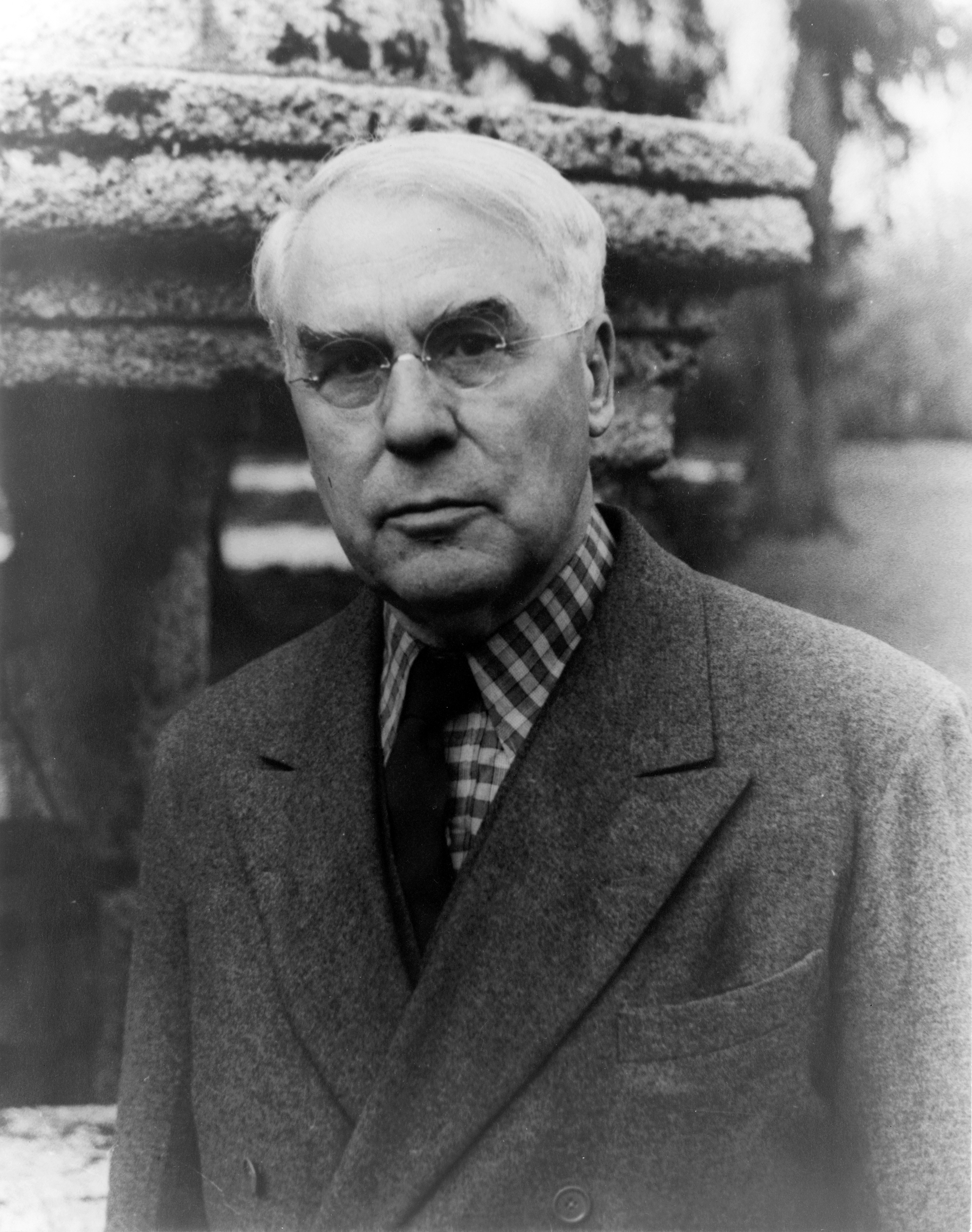
Albert C. Barnes, 1940, Fotoporträt von Carl van Vechten

Albert Coombs Barnes (* 2. Januar 1872 in Kensington, Pennsylvania; † 24. Juli 1951 in Chester County, Pennsylvania) war ein amerikanischer Arzt, Pharmazeut, Kunstsammler, Autor, Philanthrop und Stifter der Barnes Foundation.

## Leben
Albert C. Barnes wurde in einem Arbeitervorort von Philadelphia als Sohn des Metzgers John Barnes und der deutschstämmigen Lydia Shafer geboren. Seine Mutter war überzeugte Methodistin und nahm ihn als Kind mit zu Kirchenversammlungen, wo er schon früh Kontakte zur afro-amerikanischen Bevölkerung hatte, für deren Kunst und Kultur er sich sein Leben lang interessierte. Nach Abschluss der High School (zu seinen Mitschülern gehörte der spätere Maler William Glackens) studierte Barnes zunächst Medizin in Philadelphia und arbeitete als Medizinalassistent an verschiedenen Krankenhäusern in Pennsylvania. 1894/95 arbeitete er als Arzt an der Charité in Berlin. Wieder in den USA studierte er Psychologie in der Nervenheilanstalt von Warren (Pennsylvania). Anschließend verdiente er als Werbe- und Verkaufsmanager für einen Pharmahersteller sein Geld und ging im Jahr 1900 an die Ruprecht-Karls-Universität in Heidelberg, um sein Pharmaziestudium mit einer Doktorarbeit abzuschließen. In dieser Zeit besuchte Barnes darüber hinaus Philosophievorlesungen. Barnes heiratete 1901 Laura Leggett aus Brooklyn.
Während seines Studiums in Deutschland lernte Barnes Hermann Hille kennen, mit dem er 1902 die Firma Barnes and Hille gründete. Eine der Entwicklungen des Unternehmens war das Desinfektionsmittel Argyrol. Dieses Medikament (eine Silberverbindung) wurde erfolgreich bei Augenentzündungen eingesetzt. 1907 lösten Barnes und Hille ihre Partnerschaft und Barnes übernahm die gesamte Firma, welche im Folgejahr in A.C. Barnes Company umbenannt wurde. Barnes entwickelte ein sehr erfolgreiches Marketing-System und verkaufte ohne Zwischenhändler direkt an Ärzte und Krankenhäuser. Neben der Fabrik in Philadelphia entstanden weitere in London und Australien.
Frühzeitig begann Barnes soziales Engagement. Er führte für die weiße und die schwarze Belegschaft in seiner Fabrik zu philosophischen Themen Diskussionsrunden ein, die er selbst leitete. Neben William James, Bertrand Russell und John Dewey wurden auch Schriften von Santayana diskutiert. Letzterer machte Barnes den Vorschlag, Kunstwerke (beispielsweise von Glackens und Prendergast) in der Fabrik auszustellen, die zu sammeln Barnes bereits begonnen hatte. Zu Kunstthemen fanden ebenfalls Vorlesungen in der Firma statt. Weiterhin wurde eine Firmenbücherei eingerichtet und das Vorlesungsangebot für Interessierte von außerhalb des Unternehmens geöffnet. Neben seiner Tätigkeit im Unternehmen beschäftigte sich Albert C. Barnes intensiv mit Philosophie und nahm zunächst ein Privatstudium auf, um sich dann 1917 an der Columbia University einzuschreiben. Das große Interesse an Erwachsenenbildung führte 1922 zur Gründung der Barnes Foundation.
Durch sein in der Pharmaindustrie erwirtschaftetes Vermögen konnte Albert C. Barnes schon früh eine Kunstsammlung anlegen. 1912 schickte er seinen Freund, den Maler William Glackens, nach Europa, um moderne Kunst zu kaufen. Unter diesen ersten Erwerbungen sind van Goghs Postbote Roulin und Picassos Frau mit Zigarette. Im gleichen Jahr reiste Barnes selbst nach Paris und kaufte zahlreiche Kunstwerke, darunter seinen ersten Gauguin. Im selben Jahr traf er Leo Stein, den Bruder von Gertrude Stein. Zu beiden entstand eine lebenslange Freundschaft. Ende des Jahres reiste er erneut nach Paris und erregte auf Auktionen erhebliches Aufsehen, da er bereit war, für bisher wenig beachtete Maler Höchstpreise zu bezahlen.
Im Jahr 1923 stellte Barnes 75 Werke seiner Kunstsammlung in der Pennsylvania Academy of Fine Arts in Philadelphia aus. Zu den Künstlern gehörten beispielsweise Amedeo Modigliani, Pablo Picasso, Giorgio de Chirico und Henri Matisse. Diese Ausstellung wurde vom Publikum belächelt und von der Kunstkritik zerrissen. Dies führte dazu, dass seine Bilder niemals wieder öffentlich ausgestellt werden sollten. Er stiftete seine Gemäldesammlung der Barnes Foundation und baute in Merion (Pennsylvania) neben dem Schulgebäude einen Ausstellungstrakt für die Gemäldesammlung. Er wachte selbst darüber, wer diese Sammlung sehen durfte. Arbeitern, egal ob schwarz oder weiß, erteilte er jederzeit seine Erlaubnis. Alle anderen mussten schriftlich eine Erlaubnis beantragen. Insbesondere Kunstkritiker und Museumsleitungen erhielten häufig keinen Zugang. Aber auch dem Schriftsteller T. S. Eliot und dem Architekten Le Corbusier verweigerte er den Zutritt. Andere, wie beispielsweise Albert Einstein, Thomas Mann, Greta Garbo, Edward G. Robinson und Salvador Dalí führte er jedoch gern persönlich durch die Sammlung.
Die Kunstsammlung nahm über die Jahre gewaltige Ausmaße an: allein 181 Renoirs, 69 Cézannes, 59 Matisses, 46 Picassos, 21 Soutines und 18 Rousseaus; darüber hinaus Werke von Modigliani, Degas, van Gogh, Seurat und Monet. Hinzu kommen Werke alter Meister und vor allem afrikanische Kunst (Skulpturen), sowie Werke afro-amerikanischer Künstler. Mit Henri Matisse war Albert C. Barnes befreundet und erteilte ihm den Auftrag zur Ausmalung seines Galeriegebäudes.
1929 verkaufte Barnes seine Firma und widmete sich in den folgenden Jahren dem Verfassen von kunsthistorischen Schriften. In seinem Testament übertrug Barnes die Leitung der Barnes Foundation der Lincoln University, einer Hochschule für Afro-Amerikaner.
Albert C. Barnes starb im Alter von 79 Jahren an den Folgen eines Verkehrsunfalls.

## Sammlung Barnes

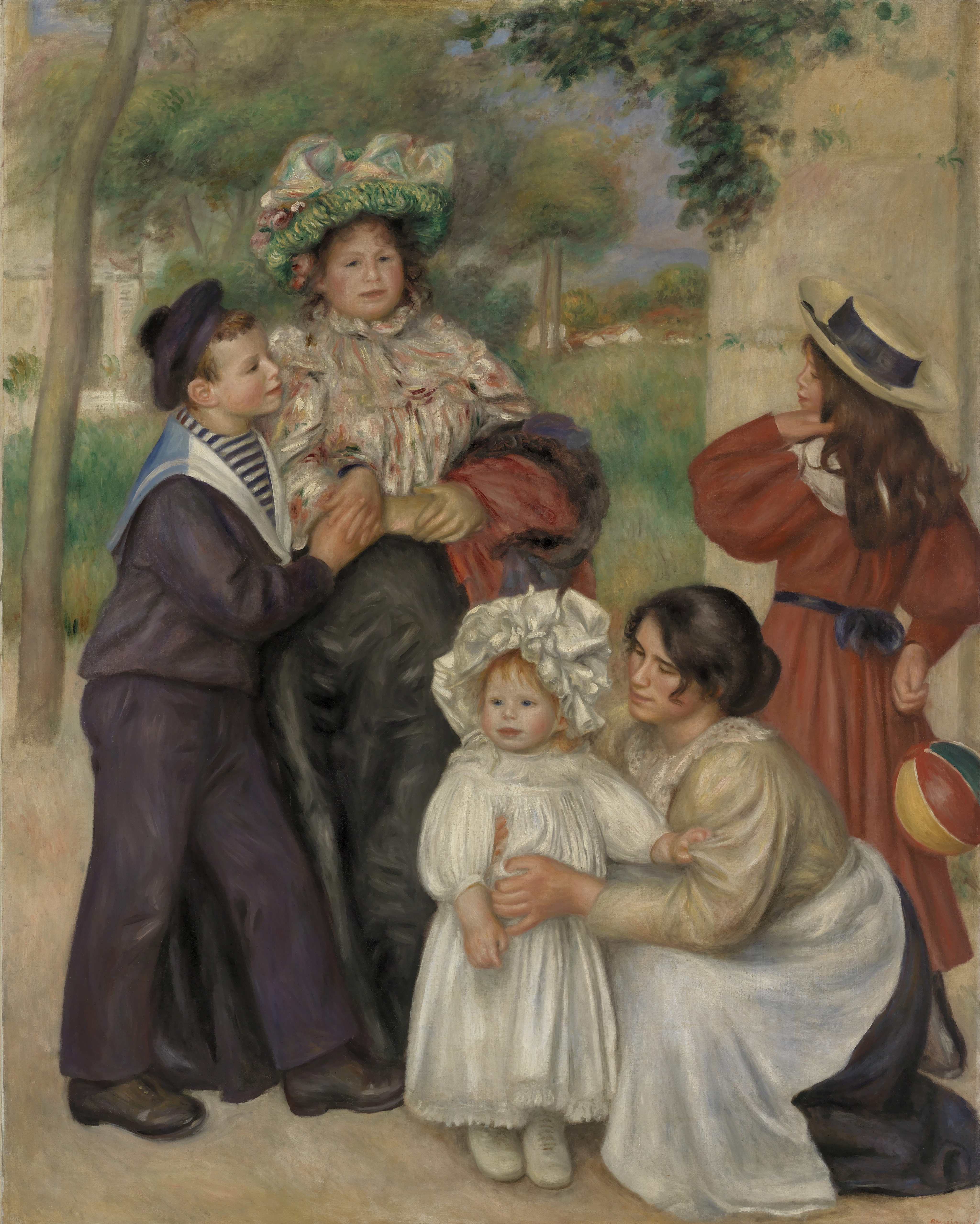
Pierre Auguste Renoir: Die Familie des Künstlers
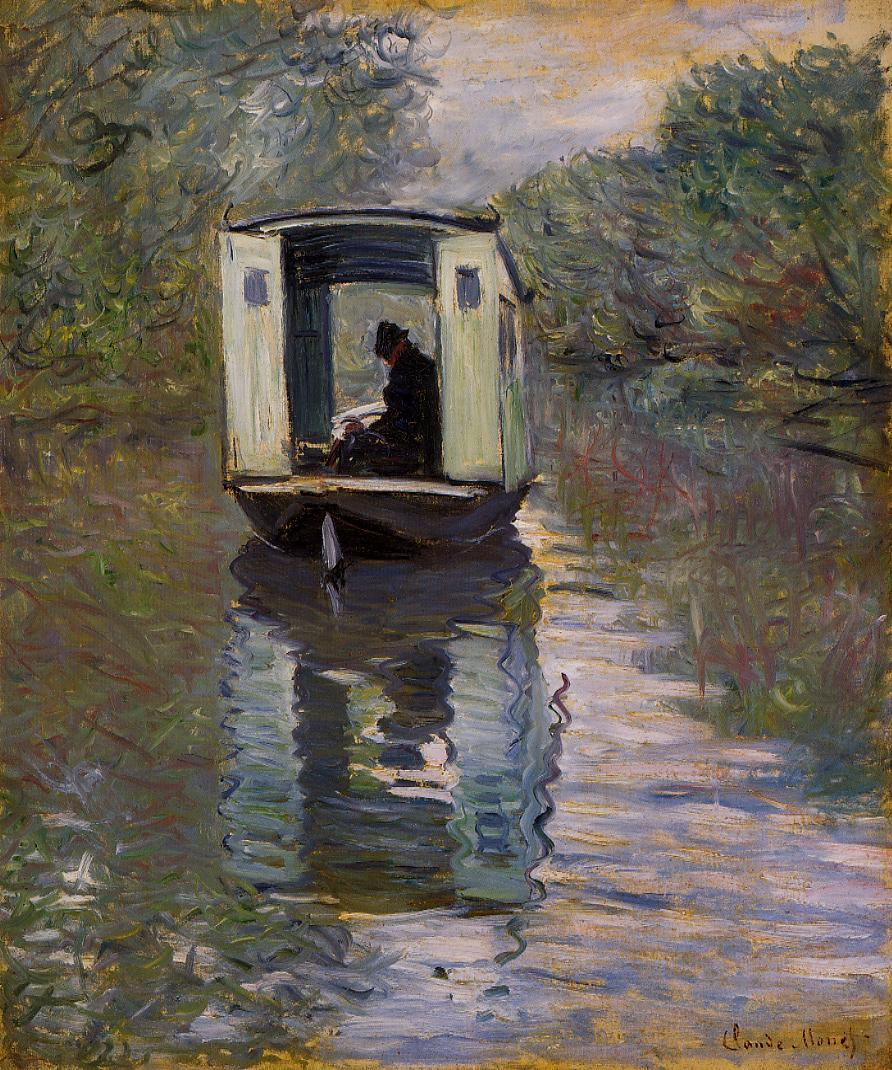
Claude Monet: Das Atelierboot
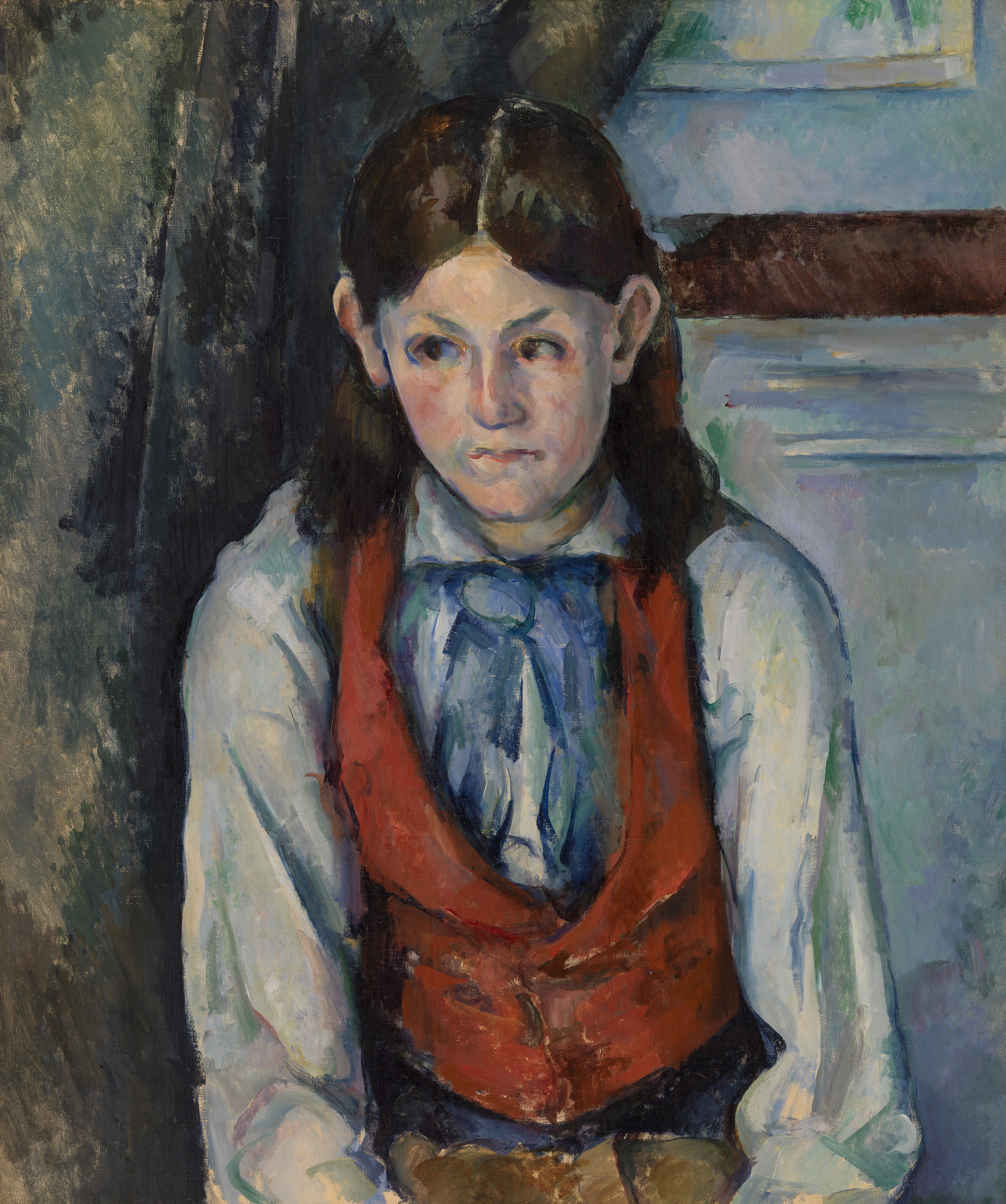
Paul Cezanne: Knabe mit roter Weste
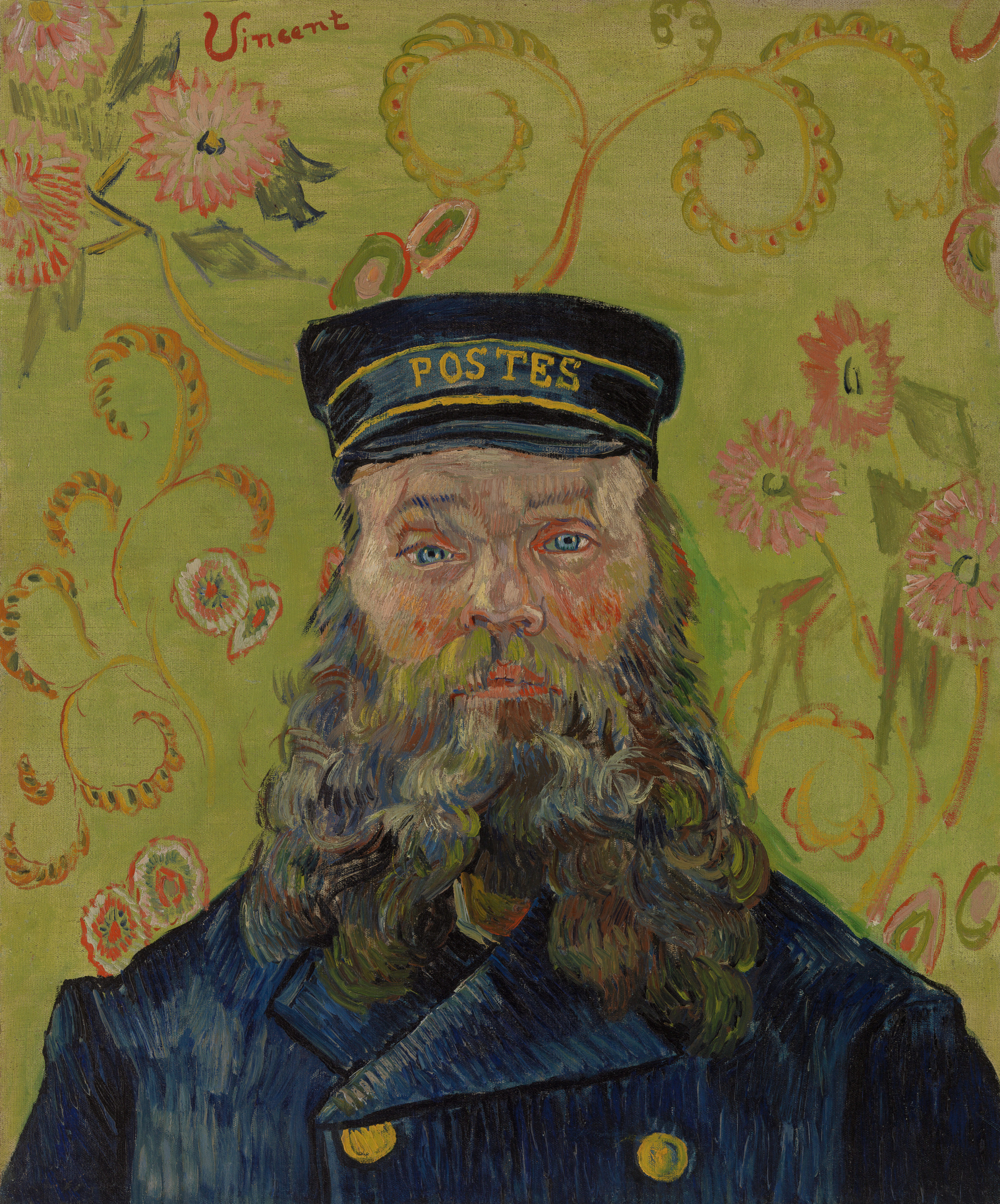
Vincent van Gogh: Der Postbote Joseph Roulin
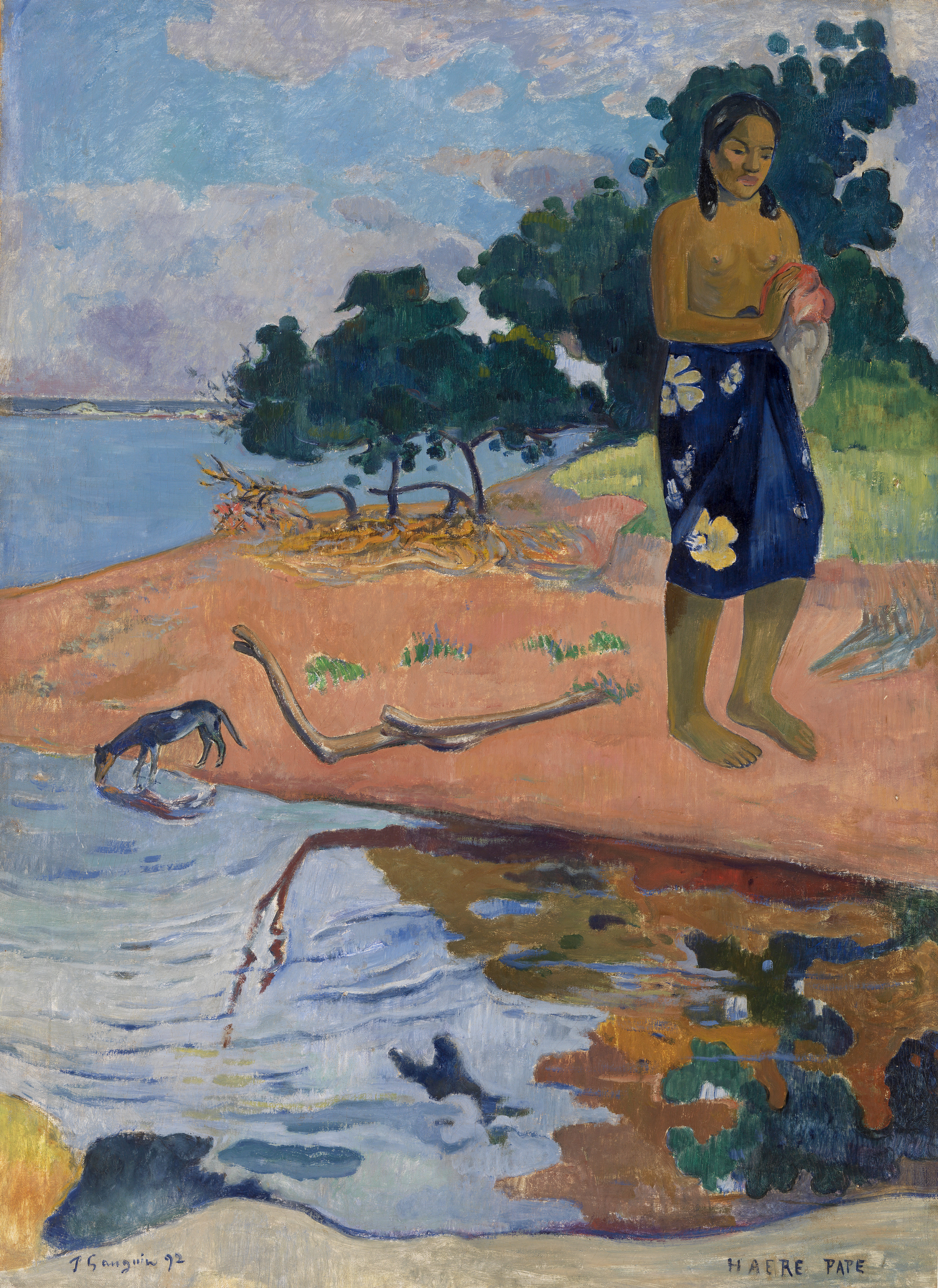
Paul Gauguin: Haere Pape
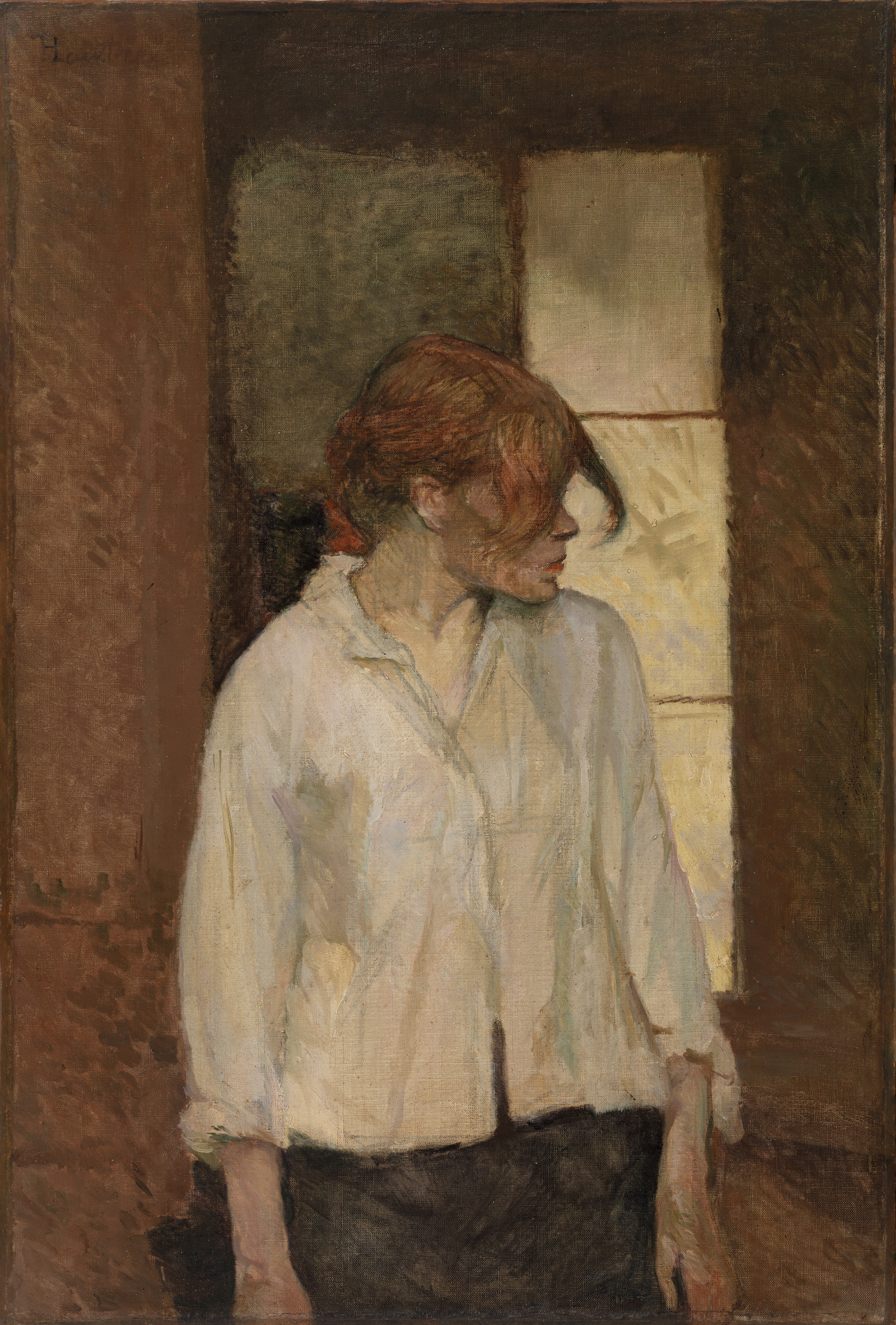
Henri de Toulouse Lautrec: A Montrouge – Rosa la Rouge
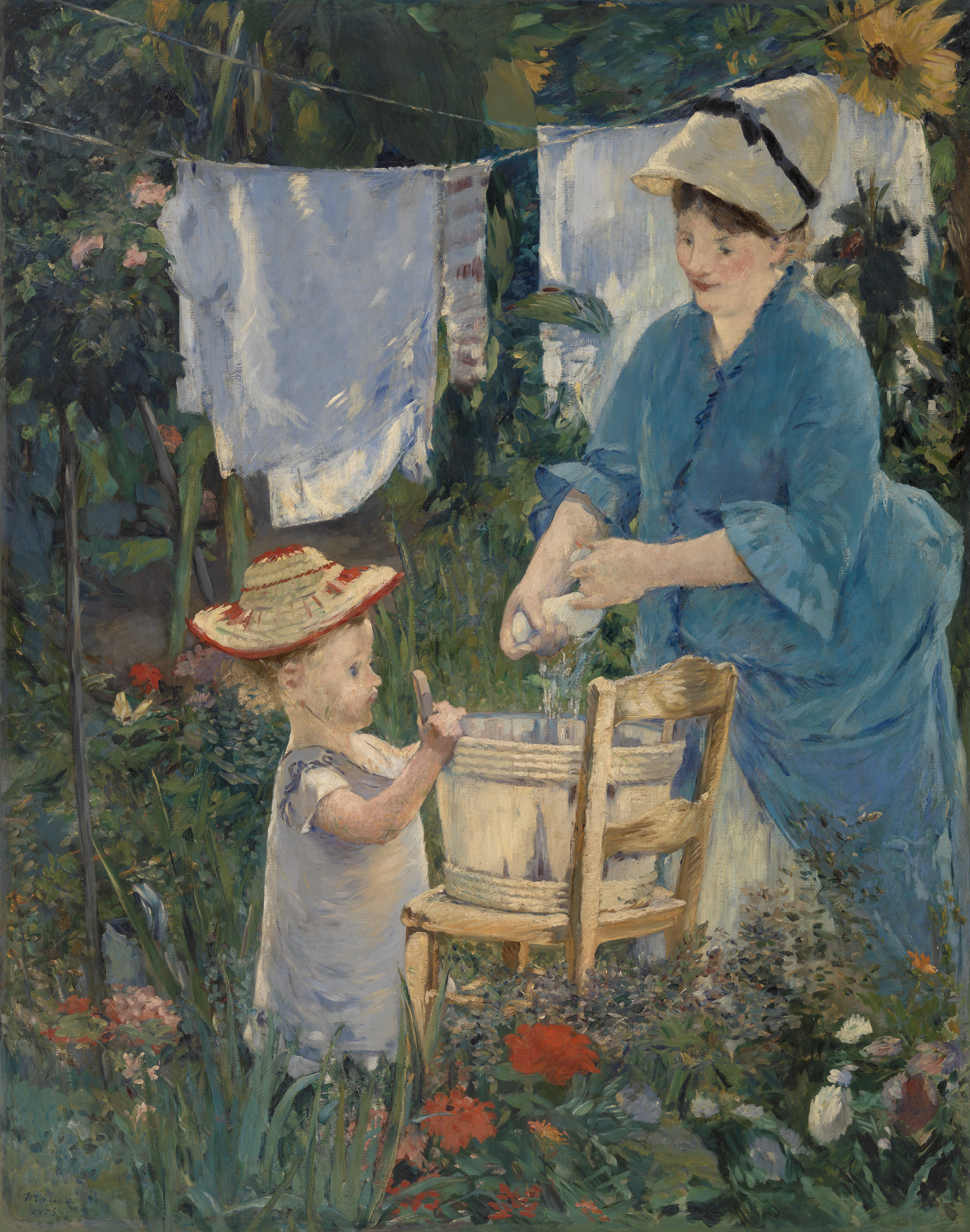
Édouard Manet: Die Wäsche
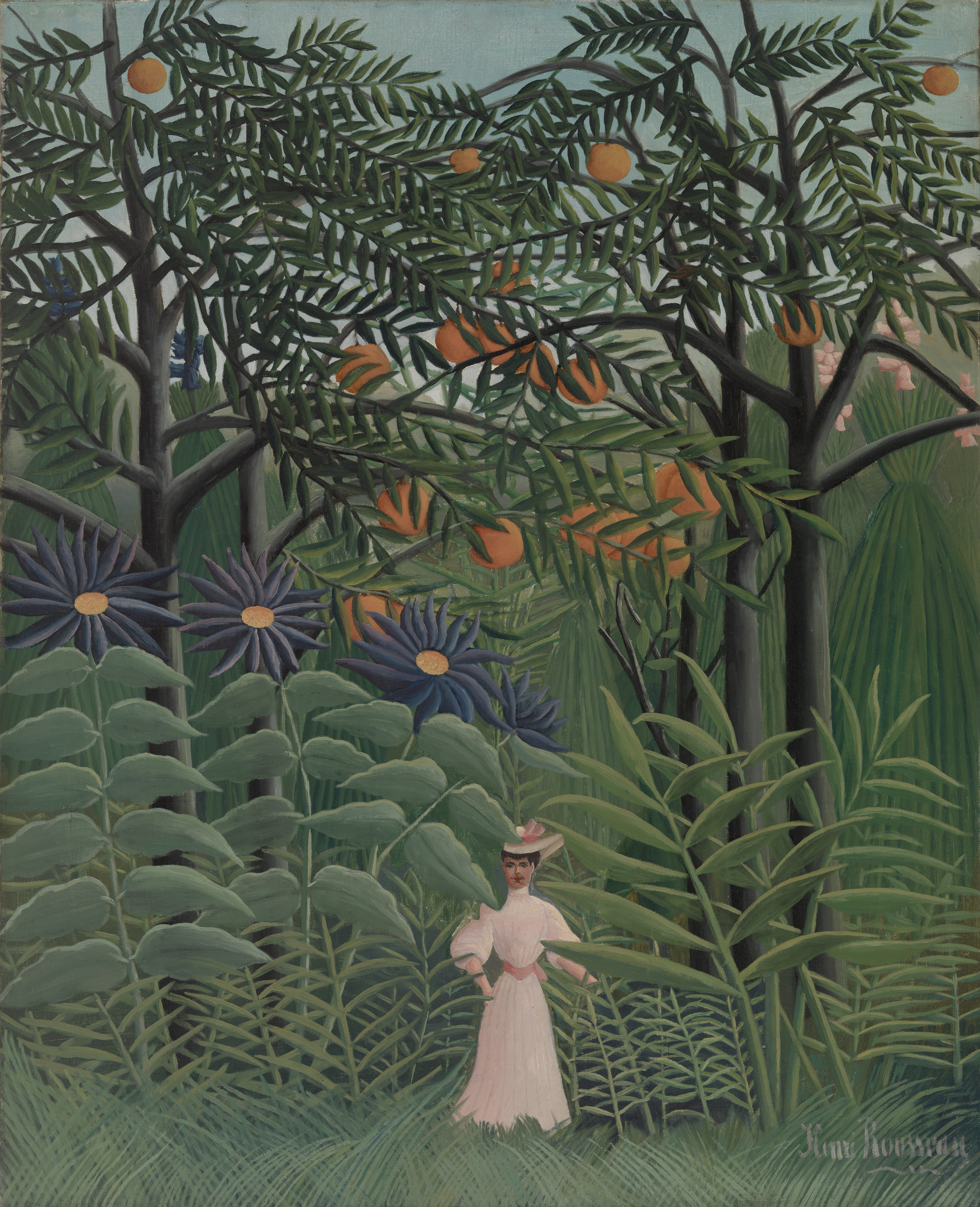
Henri Rousseau: Frau im Urwald
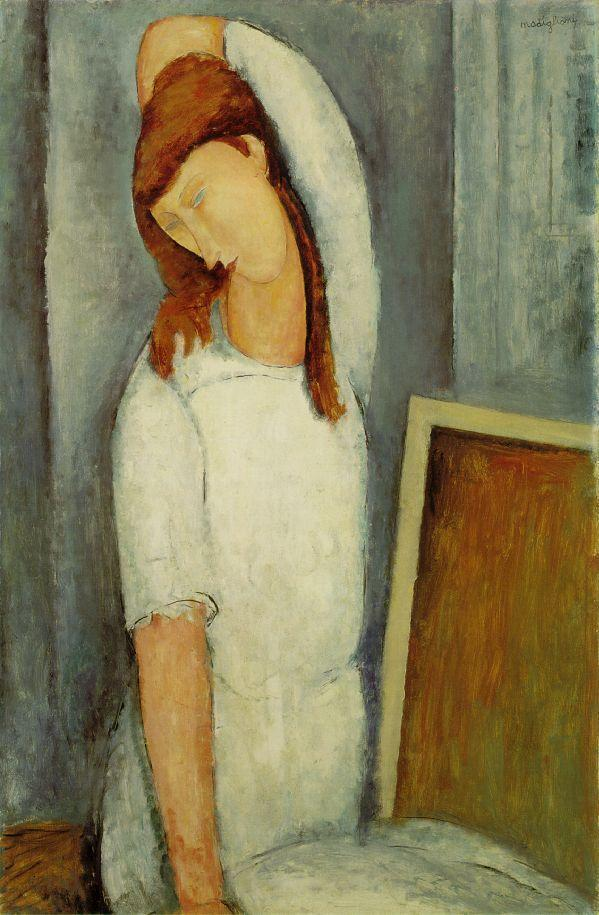
Amedeo Modigliani: Jeanne Hébuterne
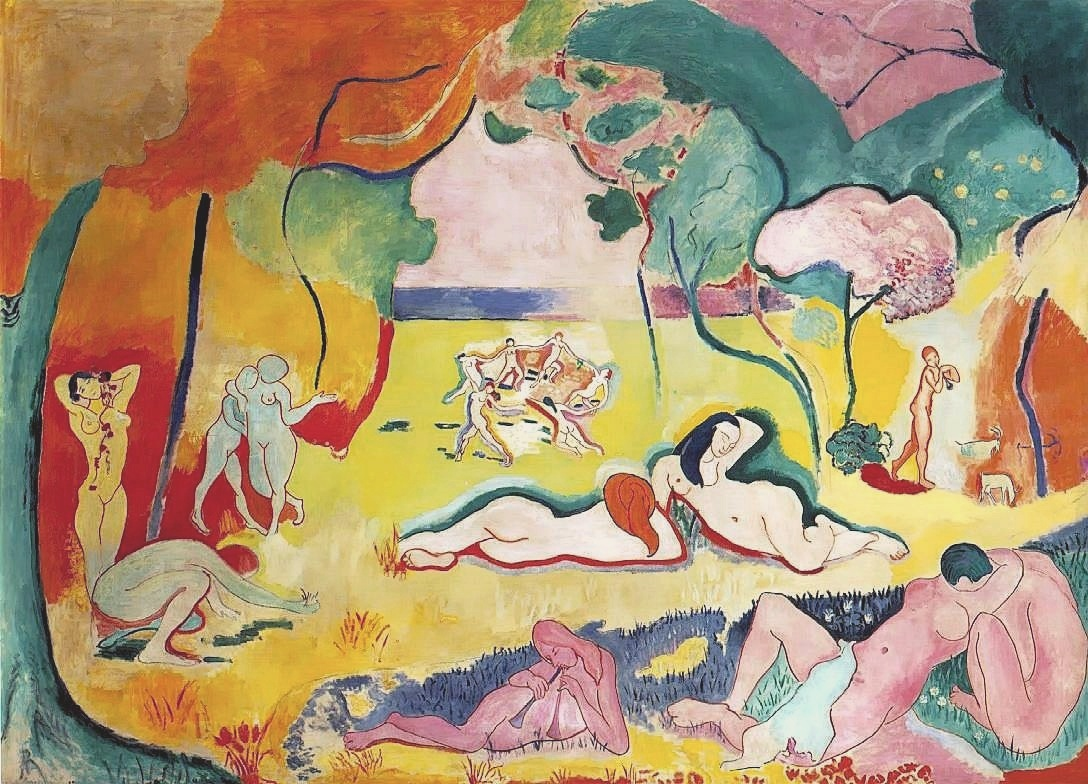
Henri Matisse: Le bonheur de vivre

## Schriften
- The Art of Cézanne. 4. Aufl. Barnes Foundation Press, Merion Pa. 1977 (zusammen mit Violette de Mazia).
- The Art of Henri-Matisse. Scribers, New York 1933 (zusammen mit Violette de Mazia).
- The Art in Painting. 2. Aufl. Harcourt Brace, New York 1928.
- The Art of Renoir. Minton & Balch, New York 1935 (zusammen mit Violette de Mazia).
- The French Primitives and their Forms from their origins to the end of the 15th century. Barnes Foundation Press, Merion, Pa. 1931 (zusammen mit Violette de Mazia).